# International Osteoporosis Foundation

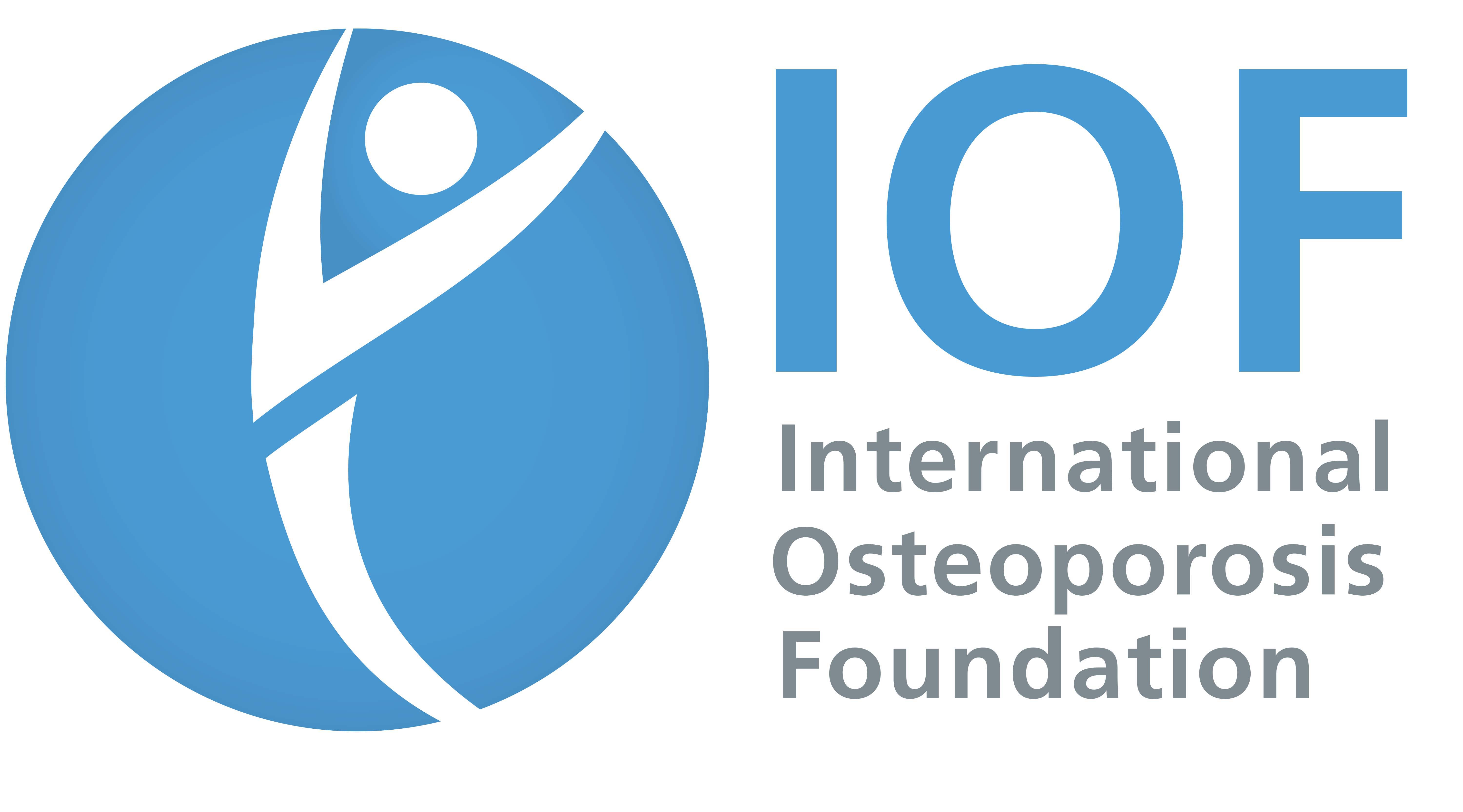
Logo der IOF

Die International Osteoporosis Foundation (IOF) ist eine Nichtregierungsorganisation mit dem Ziel der Erforschung sowie Aufklärung über Diagnose und Behandlung von Osteoporose.
Die IOF wurde am 25. Juli 1987 in Bern als europäische Organisation gegründet und erhielt ihren Namen nach dem Zusammenschluss mit der International Federation of Societies on Skeletal Diseases (IFSSD). In ihr sind 323 nationale Gesellschaften aus mehr als 90 Ländern vertreten.
Der Verein arbeitet mit einem Jahresetat von etwa 5 Mio. CHF, der überwiegend für Öffentlichkeitsarbeit, Forschung und politisches Lobbying ausgegeben wird.
IOF führt den Weltosteoporosetag aus, der jedes Jahr am 20. Oktober stattfindet.
Im Jahr 2022 untersuchte das Myotones, ein Experiment der Raumfahrtmission Minerva der Europäischen Weltraumorganisation (ESA), die Regulierung von Muskelspannung in der Schwerelosigkeit und soll dabei Erkenntnisse zum medizinischen Muskelaufbau bringen. Dabei leistete die IOF Aufklärungsarbeit, um Frauen die Wichtigkeit von gesunden Knochen nahezulegen.